# Hinke Osinga
Hinke Maria Osinga (* 25. Dezember 1969 in der Dokkum) ist eine niederländische Mathematikerin, die sich mit Dynamischen Systemen und Chaostheorie befasst und numerische Methoden dafür entwickelt.
Osinga studierte Mathematik und Informatik an der Universität Groningen mit dem Diplom 1991 (in Mathematik bei Floris Takens) und wurde dort 1996 bei Henk Broer promoviert mit einer Dissertation über die computergeometrische Berechnung invarianter Mannigfaltigkeiten dynamischer Systeme (Computing invariant manifolds: variations on the graph transform). Als Post-Doktorandin war sie 1996 bis 1998 an der University of Minnesota (Geometry Center) und 1998/99 am Caltech. 2000 wurde sie Lecturer an der University of Essex, ab 2001 an der University of Bristol, wo sie 2005 Reader und 2011 Professor wurde. Sie war 2008/09 Gastwissenschaftlerin an der Cornell University und wurde 2011 Professorin für Angewandte Mathematik an der University of Auckland.
Sie war eingeladene Sprecherin auf dem Internationalen Mathematikerkongress 2014 in Seoul (Mathematics in Science and Technology).
2017 war sie Aitken Lecturer. Sie ist Fellow der Royal Society of New Zealand. 2015 wurde sie SIAM-Fellow.
Osinga ist mit dem Mathematiker Bernd Krauskopf verheiratet.
Sie entwarf mit Bernd Krauskopf ein Häkelmuster für des Lorenz-Attraktors und führte dieses auch aus. Mit dem Bildhauer Benjamin Storch entstand nach ihren Entwürfen auch eine Stahlskulptur des Lorenz-Attraktors.

## Schriften
- Bernd Krauskopf, H.M. Osinga, J. Galán-Vioque (Hrsg.): Numerical Continuation Methods for Dynamical Systems: Path following and boundary value problems, Springer 2007
- S.J. Hogan, A.R. Champneys, B. Krauskopf, M. di Bernardo, R.E. Wilson, H.M. Osinga, M.E. Homer (Hrsg.): Nonlinear Dynamics and Chaos: Where do we go from here ?, Institute of Physics Publishing, 2002.